# Mountain Dew

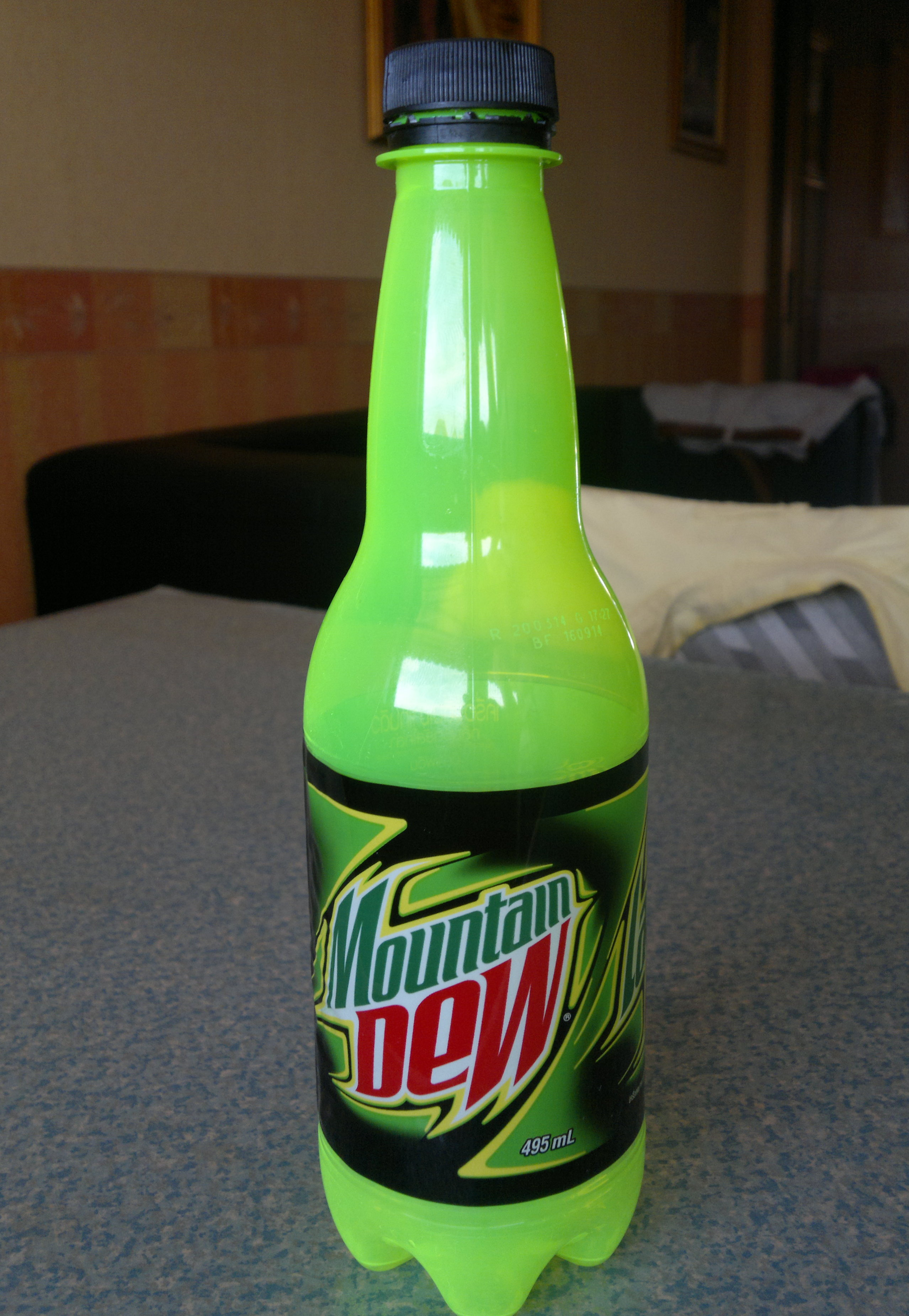
Băutura carbogazoasă Mountain Dew

Mountain Dew este o băutură răcoritoare produsă de PepsiCo.